# Tolonus purgatorius
Tolonus purgatorius är en stekelart som först beskrevs av André Seyrig 1952.  Tolonus purgatorius ingår i släktet Tolonus och familjen brokparasitsteklar. Inga underarter finns listade i Catalogue of Life.